# Cophopodisma pyrenaea
Cophopodisma pyrenaea is een rechtvleugelig insect uit de familie van de veldsprinkhanen (Acrididae). De wetenschappelijke naam werd gepubliceerd in 1853 door Fischer.
1. ↑  (en) Cophopodisma pyrenaea op de IUCN Red List of Threatened Species.